# Öster Mälarstrand-Hamre-Talltorp
Öster Mälarstrand-Hamre-Talltorp är ett administrativt bostadsområde i östra Västerås. Området består av delarna Berghamra, Lillhamra, Framnäs, Fågelvik, Hamre, Hässlö, Talltorp och Öster Mälarstrand. Området avgränsas huvudsakligen av Österleden, E18, Stockholm-Västerås flygplats och Mälaren.